# San Francisco de Daguas (distrito)
San Francisco de Daguas é um distrito peruano localizado na Província de Chachapoyas, departamento Amazonas. Sua capital é a cidade de Daguas.

## Transporte
O distrito de San Francisco de Daguas é servido pela seguinte rodovia:
- PE-8C, que liga a cidade de Jazan ao distrito de Soritor (Região de San Martín [2][3][4]